# Paolo Caldarella
Paolo Caldarella (né le 20 septembre 1964 à Milan, mort le 27 septembre 1993 à Syracuse) est un joueur de water-polo italien.
Il remporte le titre olympique aux Jeux de Barcelone en 1992. Il meurt d'un accident de moto en rentrant de l'université de Catane.